# Oxydia masthala
Oxydia masthala är en fjärilsart som beskrevs av Druce 1892. Oxydia masthala ingår i släktet Oxydia och familjen mätare. Inga underarter finns listade i Catalogue of Life.